# Торторела
Торторела (итал. Tortorella) је насеље у Италији у округу Салерно, региону Кампанија.
Према процени из 2011. у насељу је живело 388 становника. Насеље се налази на надморској висини од 580 м.

## Становништво
| 1931. | 1936. | 1951. | 1961. | 1971. | 1981. | 1991. | 2001. | 2011. |
| ----- | ----- | ----- | ----- | ----- | ----- | ----- | ----- | ----- |
| 888   | 727   | 963   | 901   | 853   | 783   | 717   | 603   | 563   |